# Unitech FC
El Unitech FC es un equipo de fútbol de Papúa Nueva Guinea que actualmente se encuentra inactivo.

## Historia
Fue fundado en el año 1994 en la ciudad de Lae como el equipo representante de la Universidad de tecnología de Papúa Nueva Guinea, donde tienen su sede.
Fue hasta 1998 que participaron formalmente en un torneo oficial al quedar en cuarto lugar de la Liga de Lahi, de la cual lograron clasificar al torneo nacional en el año 2000 por primera vez. En esa temporada se coronaron campeones nacionales y clasificaron al Campeonato de Clubes de Oceanía 2001, el cual es su primera aparición en una competición internacional, en la cual quedaron eliminados en la fase de grupos.
En 2001 gana su primer título regional, mostrando ser uno de los equipos más consistentes de la región, en la cual serían campeones en otras tres ocasiones, la última de ellas en 2008.
En 2009 ingresaron en la Liga Nacional de Fútbol de Papúa Nueva Guinea por primera vez bajo el nombre Universidad Tukoko, en donde terminaron en quinto lugar. En la siguiente temporada lograron avanzar a la fase final donde fueron eliminados en las semifinales por el Eastern Stars FC.
En la siguiente temporada volvieron a clasificar a la fase final, donde esta vez perdieron en penales ante el Besta United, la cual es su última aparición en el torneo nacional ya que para la temporada 2013 se presentó toda la documentación necesaria para participar, pero el club no apareció en la lista de participantes, aunque sí lo hicieron en la liga regional tras tres años de ausencia.
En 2017 el club intentó regresar a la competición nacional, pero su inclusión nunca se materializó.

## Palmarés
- Campeonato Nacional de Clubes de Papúa Nueva Guinea: 1

2000
- Liga de Lahi: 4

2001, 2003, 2005, 2008

## Participación en competiciones de la OFC
| Temporada | Torneo                          | Ronda          | Club               | Resultado |
| --------- | ------------------------------- | -------------- | ------------------ | --------- |
| 2001      | Campeonato de Clubes de Oceanía | Fase de grupos | Napier City Rovers | 0-2       |
| 2001      | Campeonato de Clubes de Oceanía | Fase de grupos | SC Lotoha'apai     | 5-2       |
| 2001      | Campeonato de Clubes de Oceanía | Fase de grupos | Labasa FC          | 3-1       |
| 2001      | Campeonato de Clubes de Oceanía | Fase de grupos | Wollongong Wolves  | 0-6       |
| 2001      | Campeonato de Clubes de Oceanía | Fase de grupos | Laugu United FC    | 2-8       |